# Kaettekita Ultraman
Kaettekita Ultraman(帰ってきたウルトラマン - Kaettekita Urutoraman, "Il ritorno di Ultraman" in giapponese) è una serie Tokusatsu prodotta dalla Tsuburaya nel 1971 ed è la quarta serie della saga di Ultra, con 51 episodi da 24 minuti ciascuno.

## Trama
Il primo episodio si apre con uno scontro fra i due kaiju Takkong (mostro dalla forma sferica) e Zazahn (mostro fatto di alghe) a Tokyo. Nella distruzione causata dai due mostri, il giovane pilota di auto da corsa Hideki Go rimane ucciso mentre cerca di salvare un bambino e un cane.
Il suo sacrificio venne notato da tutti, perfino dai membri della nuova squadra anti-mostri MAT (Monster Attack Team), ma anche da una entità extraterrestre, Ultraman Jack (o Shin Ultraman). Toccato dall'azione eroica di Hideki, l'Ultra decise di fondere il suo corpo con quello di Hideki, riportandolo in vita. Con lo stupore di tutti, la MAT chiese a Hideki Go di diventare membro della loro squadra e Hideki accetta, anche perché, in questo nuovo periodo di invasioni di mostri e alieni, la Terra ha bisogno di un nuovo paladino. In momenti di Crisi, Hideki Go alza la mano verso il cielo e con la forza di volontà si trasforma in Ultraman Jack, affrontando una gran varietà di kaiju e alieni.
Nel 1986, Ultraman Jack, insieme a Ultraman Hayata, Ultraseven e Ultraman Ace, insegue il malvagio alieno Yapool verso la Terra, dove lo imprigionano nelle profondità dell'oceano vicino alla città di Kobe.
Facendo così, gli Ultramen persero i loro poteri e vennero costretti a vivere sulla Terra in forma umana.
Hideki Go ritorna nel mondo delle auto da corsa diventando un istruttore per piloti.
Nel 2006, Hideki Go e gli altri alter ego degli Ultraman, poterono trasformarsi di nuovo e aiutarono Ultraman Mebius contro le minacce aliene.

## Produzione
La serie è un seguito diretto di Ultraman e Ultraseven. Originariamente, Eiji Tsuburaya aveva intenzione di concludere la serie Ultra con Ultraseven ma Ultraman si rivelò un personaggio troppo popolare per essere rimosso.
Dopo la morte di Eiji nel 1970, suo figlio Hajime Tsuburaya prese il suo posto a capo della Tsuburaya Productions e fece ripartire il franchise con Kaettekita Ultraman.
L'Ultraman protagonista è chiamato Nuovo Ultraman (新ウルトラマン - Shin Urutoraman), ma nel 1984 è stato rinominato ufficialmente Ultraman Jack (ウルトラマンジャック - Urutoraman Jakku), in seguito a un concorso per bambini organizzato dalla Tsuburaya e dalla Bandai per decidere un nuovo nome per il personaggio.
Alcuni episodi della serie sono stati diretti dal regista Ishirō Honda, famoso per i film di Godzilla, a partire dal primo episodio intitolato Tutti i mostri attaccano(怪獣総進撃 - Kaijū Sōshingeki), che ironicamente è anche il titolo del decimo film del re dei mostri.

## Trasmissione
La serie venne trasmessa dal 21 aprile 1971 al 31 marzo 1972.

## Lista episodi
1. All Monsters Attack (怪獣総進撃, Kaiju Soh-Shingeki) - Jap Air Date: 02/04/1971
2. Takkong's Big Counterattack (タッコング大逆襲, Takkongu Dai-Gyakushu) - Jap Air Date: 09/04/1971
3. Evil Monster Realm of Terror (恐怖の怪獣魔境, Kyoufu No Kaiju Makyou) - Jap Air Date: 16/04/1971
4. Definite Kill! Comet Kick (必殺！流星キック, Hissatsu! Ryuusei Kikku) - Jap Air Date: 23/04/1971
5. Two Giant Monsters Attack Tokyo (二大怪獣 東京を襲撃, Nidai Kaiju Toukyou O Shugeki) - Jap Air Date: 30/04/1971
6. Battle! Monsters vs. MAT (決戦！怪獣対マット, Kessen! Kaiju Tai Matto) - Jap Air Date: 07/05/1971
7. Operation Rainbow Monster! (怪獣レインボー作戦, Kaijū Reinbō Sakusen) - Jap Air Date: 14/05/1971
8. Monster Time Bomb (怪獣時限爆弾, Kaijū Jigen Bakudan) - Jap Air Date: 21/05/1971
9. Monster Island S.O.S (怪獣島SOS, Kaijū-jima S.O.S) - Jap Air Date: 28/05/1971
10. Dinosaur Explosion Directive (恐竜爆破指令, Kyōryū Bakuha Shirei) - Jap Air Date: 04/06/1971
11. Poison Gas Monster Appears (毒ガス怪獣出現, Dokugasu Kaijū Shutsugen) - Jap Air Date: 11/06/1971
12. Revenge of the Monster Shugaron (怪獣シュガロンの復讐, Kaiju Shugaron no Fukushiu) - Jap Air Date: 18/06/1971
13. Terror of the Tsunami Monsters, Tokyo's Big Pinch! (津波怪獣の恐怖 東京大ピンチ！, Tsunami Kaijū no Kyōfu Tōkyō dai Pinchi) - Jap Air Date: 25/06/1971
14. Terror of the Two Giant Monsters, Tokyo in a Giant Tornado (二大怪獣の恐怖 東京大龍巻, Ni Dai Kaijū no Kyōfu, Tōkyō Ōtatsu Maki Fukushū) - Jap Air Date: 02/07/1971
15. Revenge of the Monster Lad (怪獣少年の復讐, Kaijū Shōnen no Fukushū) - Jap Air Date: 09/07/1971
16. Mystery of the Big Bird Monster Terochilus (大怪鳥テロチルスの謎, Dai kaichō terochirusu no nazo) - Jap Air Date: 16/07/1971
17. Monster Bird Terochilus - Tokyo's Big Aerial Bombing (怪鳥テロチルス 東京大空爆, Kaichō Terochirusu Tōkyō Dai Kūbaku) - Jap Air Date: 23/07/1971
18. Ultraseven Arrives! (ウルトラセブン参上, Urutorasebun Sanjo!) - Jap Air Date: 06/08/1971
19. The Giant Invisible Monster That Came from Space (宇宙から来た透明大怪獣, Uchū kara kita tōmei dai kaijū) - Jap Air Date: 13/08/1971
20. The Monster Is a Giant Shooting Star in Space (怪獣は宇宙の流れ星, Kaijū wa uchū no nagareboshi) - Jap Air Date: 20/08/1971
21. Monster Channel (怪獣チャンネル, Kaiju Cyanneru) - Jap Air Date: 27/08/1971
22. I'll Kill This Monster! (この怪獣は俺が殺る, Kono kaijū wa ore ga yaru) - Jap Air Date: 03/09/1971
23. Dark Monster Spit out the Stars! (暗黒怪獣 星を吐け！, Ankoū Kaijū Sei wo Hakidake) - Jap Air Date: 10/09/1971
24. Horror! Mansion Monster's Birth (戦慄！マンション怪獣誕生, Senritsu Manshiyon Kaijū Tanjō) - Jap Air Date: 17/09/1971
25. Leaving My Home Planet Earth (ふるさと 地球を去る, Furusato chikyū o saru) - Jap Air Date: 24/09/1971
26. Mystery Homicide Beetle Incident (怪奇！殺人甲虫事件, Kikai! Satsujin Kabutomushi jiken) - Jap Air Date: 01/10/1971
27. Go to Hell with This One Blow! (この一発で地獄へ行け！, Kono ichi-patsu de jigoku e ike!) - Jap Air Date: 08/10/1971
28. Ultra Special Operation (ウルトラ特攻大作戦, Urutora tokkōdai sakusen) - Jap Air Date: 15/10/1971
29. Jiro-Kun Rides A Monster (次郎くん怪獣に乗る, Jirō-kun kaijū ni noru) - Jap Air Date: 22/10/1971
30. The Curse of the Bone God Oxter (呪いの骨神オクスター, Noroi no Hone-shin Okusutā) - Jap Air Date: 29/10/1971
31. In Between a Devil & Angel (悪魔と天使の間に......, Akuma to Tenshi no ma ni) - Jap Air Date: 05/11/1971
32. Decisive Battle Under the Setting Sun (落日の決闘, Rakujitsu no Kettō) - Jap Air Date: 12/11/1971
33. The Monster User and the Boy (怪獣使いと少年, Kaijū Tsukai to Shōnen) - Jap Air Date: 19/11/1971
34. The Life That Can't Be Forgiven (許さんざいのいのち, Yurusanzai no Inochi) - Jap Air Date: 26/11/1971
35. Cruel! Light Monster Pris-Ma (残酷！光怪獣プリズ魔, Zankoku! Hikari Kaijū Purizu Ma) - Jap Air Date: 03/12/1971
36. Kick the Night Away (夜を蹴ちらせ, Yoru o ke chirase) - Jap Air Date: 10/12/1971
37. Ultraman Dies at Sunset (ウルトラマン夕陽に死す, Urutoraman Yūhi ni Shisu) - Jap Air Date: 17/12/1971
38. When the Ultra Star Shines (ウルトラの星光る時, Urutora no Hoshi Hikaru Toki) - Jap Air Date: 24/12/1971
39. Winter of Horror Series - the 20th Century Abominable Snowman (冬の怪奇シリーズ ・ 20世紀の雪男, Fuyu no Kaiki Shirizu - Niju Seiki no Yuki Otoko) - Jap Air Date: 07/01/1972
40. Winter of Horror Series - Phantom Snow Woman (冬の怪奇シリーズ ・ まぼろしの雪女, Fuyu no Kaiki Shirizu - Maboroshi no Yuki On'na) - Jap Air Date: 14/01/1972
41. The Revenge of Alien Baltan Jr. (バルタン星人Jrの復讐, Barutan Seijin Junia no Fukushu) - Jap Air Date: 21/01/1972
42. The Monster That Stands on Mt. Fuji (富士に立つ怪獣, Fuji ni Tatsu Kaijū) - Jap Air Date: 28/01/1972
43. Demon God Barks on the Moon (魔神 月に咆える, Majin tsuki ni hoeru) - Jap Air Date: 04/02/1972
44. To the Starry Sky with Love (星空に愛をこめて, Hoshizora ni ai o komete) - Jap Air Date: 11/02/1972
45. Assassinate Hideki Go! (郷秀樹を暗殺せよ！, Go Hideki Ō Ansantsu seyo) - Jap Air Date: 18/02/1972
46. This One Blow Filled with Anger (この一撃に怒りをこめて, Kono ichigeki ni ikari o komete) - Jap Air Date: 25/02/1972
47. The Targeted Woman (狙われた女, Newarta Ōnna) - Jap Air Date: 03/03/1972
48. I'm Taking the Earth (地球頂きます, Chikyū Itadakimasu) - Jap Air Date: 10/03/1972
49. Space Warriors - Your Name Is MAT (宇宙戦士 その名まMAT, Uchuu Senshi Sono Nama Matto) - Jap Air Date: 17/03/1972
50. Invitation from Hell (地獄からの誘い, Jigoku Kara no Sasoi) - Jap Air Date: 24/03/1972
51. The 5 Ultra Oaths (ウルトラ5つの誓い, Urutora Go tsu no Chikai) - Jap Air Date: 31/03/1972

## Sigla di apertura
La sigla di apertura, Kaettekita Ultraman(帰ってきたウルトラマン - Kaettekita Urutoraman), cantata da Jiro Dan, è stata scritta da Kyōichi Azuma su musiche di Kōichi Sugiyama.